# Serguéi Eisenstein
Serguéi Mijáilovich Eisenstein (en ruso: Сергей Михайлович Эйзенштейн; en letón: Sergejs Eizenšteins; Riga, 22 de enero de 1898-Moscú, 11 de febrero de 1948) fue un director de cine y teatro soviético de religión judía. Su innovadora técnica de montaje sirvió de inspiración para el cine posterior.
Sus ideales comunistas lo condujeron en varias ocasiones a conflictos con funcionarios del gobierno soviético. Stalin era consciente del poder del cine como medio de propaganda, y consideró a Eisenstein como una figura controvertida. Su popularidad se profundizó más tarde con el éxito de sus películas, entre ellas El acorazado Potemkin (1925), calificada una de las mejores películas de todos los tiempos.
Sus ensayos literarios cinematográficos y sus dotes como orador, teniendo en cuenta que hablaba además alemán, inglés y francés, hizo que ejerciera una gran influencia sobre la teoría cinematográfica de la época.

## Biografía

### Primeros años
Serguéi nació en Riga (capital de la actual Letonia), el 22 de enero de 1898, en la gobernación de Livonia del Imperio ruso, en el hogar de Mijaíl Eisenstein, un afamado arquitecto ruso, un judío alemán con raíces suecas, y Yulia Ivánovna Koniétskaia, una ortodoxa eslava de origen ruso. Era una familia de clase media, ya que Mijaíl (1867-1920) era arquitecto modernista en Riga (Letonia) y más tarde consejero, y Yulia Ivánovna, hija de un próspero comerciante. Yulia abandonó Riga en 1905, el año de la Revolución rusa de 1905, y se llevó Serguéi con ella a San Petersburgo. Serguéi volvería a veces a ver a su padre, que más tarde se trasladó y se reunieron hacia 1910. Este período de separación acabó en divorcio, y Yulia abandonó la familia para ir a vivir a Francia. Él sólo tenía diez años y quedó a cargo de su padre Mijaíl.
Más adelante, por influencia paterna, ya que su padre era arquitecto del régimen zarista, estudió arquitectura e ingeniería en el Instituto de Ingeniería Civil de Petrogrado. En la escuela con sus compañeros, sin embargo, interrumpió los estudios para alistarse en las milicias populares que participaban de forma activa en la Revolución, lo que provoca la ruptura de relaciones con su padre. En 1918 Serguéi se incorpora al Ejército Rojo con la total oposición de su padre que se enrola en el Ejército Blanco, una liga antibolchevique. Esto provocó que su padre, tras la derrota, se fuera a Alemania, y Serguéi estuviera en Petrogrado, óblast de Vólogda y Dvinsk / Daugavpils.
En 1920, Serguéi fue trasladado a un mando a Minsk, Bielorrusia, después de los éxitos propagandísticos en favor de la Revolución. En esta época, Serguéi empezó a estudiar japonés, y aprendió unos trescientos caracteres kanji que citó como un factor que influyó en su desarrollo pictórico, y ganó una exposición de teatro Kabuki; estos estudios lo llevaron a viajar al Japón.

### Inicios artísticos. Del teatro al cine
Dentro del Ejército Rojo entró en contacto con el teatro; en 1920, Eisenstein se trasladó a Moscú, y comenzó su carrera teatral trabajando para Proletkult, la cultura del proletariado.Desde su temprana juventud Serguéi comenzó una carrera teatral, que puso fin a los 25 años, en 1922, al ver el artificioso resultado en su montaje de Máscaras de gas, donde, según sus propias palabras, «el carro se rompió en pedazos y el conductor se cayó de cabeza en el cine». El resultado fue que abandonó su carrera y se volcó de lleno en el cine, campo que lo haría trascender internacionalmente. Trabajaba como responsable de decorados y como director e intérprete de pequeños espectáculos para la tropa. Sus producciones se titulan Máscaras de gas, Escucha, Moscú, y El sabio. Su experiencia como director de escena del Teatro Obrero (1920) lo impulsó a estudiar dirección teatral en la escuela estatal, donde desarrolló una personal concepción del arte dramático basada en la yuxtaposición de imágenes de fuerte contenido emocional y donde siguió las enseñanzas de Vsévolod Meyerhold, con el que trabajaba como diseñador. En 1923, Eisenstein comenzó su carrera como teórico, escribiendo El montaje de atracciones para la revista LEF.
Su primer contacto con el cine fue el rodaje de un pequeño cortometraje, en 1923, incluido en el montaje de la obra teatral El sabio; se tituló El diario de Glúmov, con Dziga Vértov, que estaba contratado inicialmente como instructor.

### De 1924 a 1930

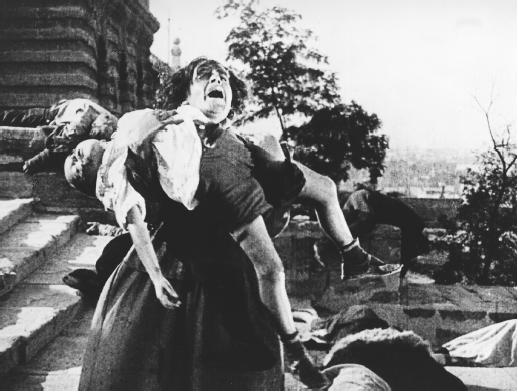
Fotograma de El acorazado Potemkin.

Empezó a interesarse activamente por el nuevo medio artístico y rodó su primera gran obra, el largometraje La huelga (Стачка, Stachka) (1924), con una famosa secuencia en la que utilizó la imagen de ganado sacrificado al matadero intercalada con otra de trabajadores fusilados por soldados zaristas. A raíz del rodaje de La huelga rompió con Proletkult. En esta obra pudo poner en práctica sus teorías, aunque él mismo consideró que había fracasado a la hora de hacer fluir las emociones de los espectadores, y que era demasiado teatral. Confiscaron la única copia que había de la película, que no se pudo volver a distribuir hasta después de su muerte. El film llegó a ser exhibido en Occidente y obtuvo el premio en la Exposición de París en 1925.
Pero será su siguiente película, El acorazado Potemkin, la que dará a conocer su nombre en todo el mundo, y es posiblemente la película sobre la que más se ha escrito en toda la historia del cine. Según Eisenstein, el guion de la película, de Nina Agadzhánova-Shutkó, fue escrito para una película en ocho episodios, 1905, que comenzó a rodarse en Leningrado y pensaba relatar los sucesos de la huelga general. Tuvieron que abandonar el rodaje por el mal tiempo, y se dirigieron a Odesa a rodar el capítulo dedicado al motín del acorazado Potemkin. Eisenstein decidió entonces centrar la película en ese episodio, y se abandonó su proyecto de 1905.
Cuando llegaron a Odesa, buscó a los supervivientes de la masacre, e incluso localizó los dibujos de un francés que había sido testigo de lo ocurrido. Reescribió el guion y realizó diversos títulos para dirigir la acción. Aunque los medios eran pocos, gracias a una serie de experimentos técnicos (pantallas reflectantes, fotografía desenfocada y plataformas móviles entre otros) obtuvieron resultados asombrosos.

Eisenstein erige su película en 1290 planos, combinados con genial maestría mediante un montaje rítmico. Considera innecesarios los movimientos de cámara, ya que el movimiento está determinado por la acción y por el montaje, por lo que son escasísimos, y sólo realiza varios travellings. Destaca la escena de la escalinata, con 170 planos, en la que el pueblo es brutalmente agredido por las fuerzas zaristas y donde crea un tempo artificial, que hace que la secuencia dure casi seis minutos. Prescindirá de simbolismos intelectuales, y la película, con una espléndida fotografía en la que la masa se convertirá en la auténtica protagonista de la obra, acabará por ser considerada la primera obra maestra del cine soviético.

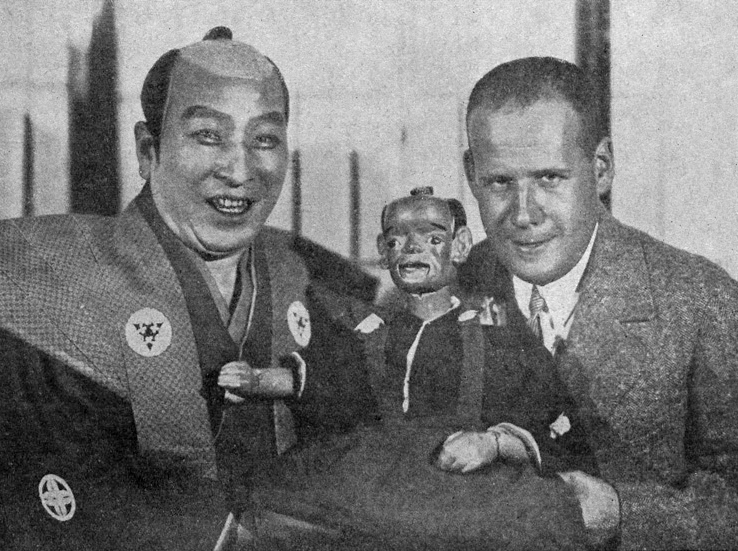
Eisenstein con el actor japonés de Kabuki Sadanji Ichikawa II en 1928.

Tras esta gran película realizará dos trabajos más, Octubre, donde narra los sucesos del asalto al Palacio de Invierno durante la Revolución rusa de 1917, y La línea general (también conocida como Lo viejo y lo nuevo), film sobre la reforma agraria, aunque por los cambios en la colectivización de la agricultura en la Unión Soviética tuvo que cambiar su guion en varias ocasiones. En estas dos obras, volverá a experimentar con un nuevo lenguaje a través de las imágenes, pero por su complejidad no llegarán a ser muy bien comprendidas en su época. Además, en La línea general su protagonista no será la masa, sino una heroína individual, María Lápkina. El estreno de Octubre tuvo que retrasarse cinco meses, pues en pleno proceso de postproducción se enteró de que León Trotski había caído en desgracia, y tuvo que quitarlo de todos los planos en los que aparecía en la película.

### Etapa estadounidense y proyecto mexicano
Eisenstein viajó a Europa en 1930 para investigar sobre el sonido, campo que en la Unión Soviética tardó bastante en desarrollarse. Un directivo de la Paramount se trasladó a París y convenció a Eisenstein de que firmara un contrato para grabar un disco como solista y para rodar en Hollywood, donde llegaría a cobrar hasta 900 dólares a la semana. Fue recibido en Nueva York como un genio, y pronto se dedicaría a dar conferencias en las Universidades de Columbia y Harvard. Poco antes de marcharse a Hollywood, se estrenó en un cine de Arte y Ensayo de Nueva York su película La línea general, y los directivos de la Paramount Pictures se pusieron bastante nerviosos al conocer sus ideas sobre la colectivización y el comunismo.
Al entrar en los Estados Unidos, tuvo que jurar respeto a la Constitución estadounidense, y sufrió distintas presiones para que no usara su gorra típica y se quitara la barba.
Cuando le presentaron a diversas estrellas de Hollywood, se mostró distante, salvo frente a Charles Chaplin y a Colleen Moore. Su primer guion para la Paramount, Sutter's Gold, fue rechazado, entre otros motivos porque el Mayor Frank Pease, de tendencias fascistas, lanzó un panfleto titulado Eisenstein, el mensajero del infierno en Hollywood, en el que entre otras cosas lo llamaba «perro rojo» y lo acusaba de todas las barbaridades, fueran reales o no, cometidas por los bolcheviques.
La Paramount no quería renunciar todavía a Eisenstein y le encargó otro guion, que se titularía An American Tragedy, adaptación de una obra de Theodore Dreiser que trataba sobre la justicia estadounidense en un juicio por asesinato, y con el que la productora quedó encantada. El problema fue que el Comité Fish, antecesor del Comité de Actividades Antiamericanas, estaba actuando contra las actividades comunistas en California y contra la idea de llevar esa novela al cine. Todo esto hizo que finalmente la Paramount rompiera su contrato con Eisenstein.
Entre 1930 y 1932, Eisenstein visitó México, quedándose un mes en la ciudad fronteriza de Nuevo Laredo, donde intentó producir una nueva película titulada ¡Que viva México!. Nada más llegar al país fueron encarcelados tanto él como sus dos ayudantes de dirección, todos rusos, pero gracias a la intervención de un amigo español el panorama cambió hasta el punto de que lo convirtieron en huésped de honor. Llegó a rodar 60.000 m de película, pero la producción se paró debido a que Upton Sinclair, el novelista estadounidense, dejó de patrocinar la película. Le dijo a Eisenstein que volviera a Moscú, a donde le enviaría la película ya rodada, cosa que nunca ocurrió. Upton Sinclair terminaría la película y estrenaría el resultado en 1933 bajo un título modificado: Thunder over México (Trueno sobre México). Sinclair acusó a la Unión Soviética del fracaso del proyecto. Con el material rodado se han hecho seis montajes distintos, pero ninguno por el propio Eisenstein.
En su etapa norteamericana conoció y se hizo amigo de Paul Robeson, el cantante y activista afrodescendiente de los derechos civiles.

### La vuelta a la Unión Soviética

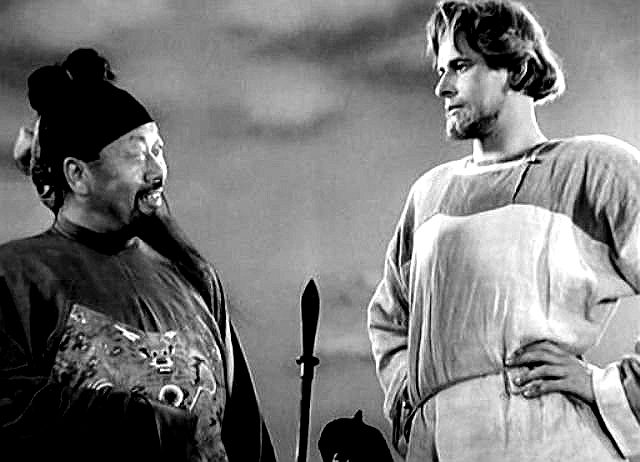
Escena de Alejandro Nevski.

Profundamente deprimido, Eisenstein regresó a su patria. Sin embargo, la visita de Eisenstein a Norteamérica lo convirtió en sospechoso para Stalin, y esta sospecha jamás sería erradicada por completo de la mente de la élite estalinista. Las siguientes dos películas de Eisenstein serían censuradas por cuestiones políticas. Por lo tanto, no pudo culminar su siguiente rodaje, El prado de Bezhin (1935-1937), tragedia campesina que será saboteada por el máximo responsable de la cinematografía rusa, que la considera políticamente incorrecta. Entonces, al igual que hiciera Vsévolod Pudovkin, se refugia en la enseñanza y en la elaboración de su teoría sobre el empleo del color y del sonido, que sin embargo no tendrá ocasión de llevar a la práctica.
En 1938, Eisenstein dirige Alejandro Nevski, que cuenta las andanzas de este héroe nacional ruso que derrotó a los teutones en el siglo XIII, y por la que se le concedería el Premio Stalin. En ella vuelve a hacer gala de su maestría para el montaje. Su protagonista vuelve a ser una sola persona, no la masa, y desaparece su vigoroso estilo documental para ser sustituido por una delicada reconstrucción de la historia. Durante el rodaje, se asignó un supervisor oficial para vigilar a Eisenstein. En esta película, Eisenstein aplica el método de contrapunto que plantea en el Manifiesto del sonido, que escribió en 1928 junto con Pudovkin y Grigori Aleksándrov.
A comienzos de los años 40, proyecta Iván el Terrible, una amplia trilogía sobre la figura del zar Iván el Terrible. Plantea el drama del zar como la materialización de las contradicciones de un político creyente fiel y ortodoxo, que se ve obligado a enfrentarse con la Iglesia rusa que no quiere perder sus privilegios feudales. La imagen que presenta Eisenstein de este zar torturado, que se cuestiona si el poder proviene de Dios o del pueblo, disgusta a los dirigentes comunistas soviéticos, y después de recibir el Premio Stalin por su primer capítulo, su segunda y su tercera parte, que pensaba rodar en color, son prohibidas.
En 1948, Eisenstein sufrió una terrible hemorragia a causa de un infarto, y murió a los 50 años de edad.

## Obra

### Teórico del cine
Eisenstein fue uno de los primeros teóricos del cine. Asistió brevemente a la escuela de cine establecida por Lev Kuleshov y los dos estaban fascinados con el poder de la edición para generar significado y provocar emociones. Sus escritos y películas individuales son los cimientos sobre los que se construyó la teoría del montaje soviético, pero diferían notablemente en su comprensión de sus principios fundamentales. Los artículos y libros de Eisenstein, en particular Film Form y The Film Sense, explican en detalle la importancia del montaje.
Sus escritos y películas han seguido teniendo un gran impacto en los cineastas posteriores. Eisenstein creía que la edición podría usarse para algo más que exponer una escena o un momento, a través de un "vínculo" de imágenes relacionadas, como sostenía Kuleshov. Eisenstein sintió que la "colisión" de tomas podría usarse para manipular las emociones de la audiencia y crear metáforas cinematográficas. Creía que una idea debería derivarse de la yuxtaposición de dos planos independientes, trayendo un elemento de collage a la película. Desarrolló lo que llamó "métodos de montaje":
- Métrica
- Rítmica
- Tonal
- Overtonal
- Intelectual

Eisenstein enseñó cine durante su carrera en el VGIK, donde escribió el plan de estudios para el curso de directores; las ilustraciones de su aula se reproducen en Lecciones con Eisenstein de Vladímir Nizhniĭ. Los ejercicios y ejemplos para los estudiantes se basan en la prestación de la literatura como Papá Goriot de Honoré de Balzac. Otro hipotético fue la puesta en escena de la lucha haitiana por la independencia como se describe en El cónsul negro de Anatoli Vinográdov, influenciada también por la Majestad negra de John Vandercook.
Las lecciones de este escenario ahondaron en el personaje de Jean-Jacques Dessalines, repitiendo sus movimientos, acciones y el drama que lo rodea. Además de la didáctica del contenido literario y dramático, Eisenstein enseñó los aspectos técnicos de la dirección, la fotografía y la edición, al tiempo que fomentaba el desarrollo de la individualidad, la expresividad y la creatividad de sus alumnos. La pedagogía de Eisenstein, al igual que sus películas, tenía una carga política y contenía citas de Vladimir Lenin entretejidas con su enseñanza.
En sus películas iniciales, Eisenstein no utilizó actores profesionales. Sus narrativas evitaban los personajes individuales y abordaban cuestiones sociales amplias, especialmente los conflictos de clases. Usó grupos como personajes, y los roles estaban llenos de personas no capacitadas de las clases apropiadas; evitó lanzar estrellas. La visión de Eisenstein del comunismo lo puso en conflicto con los funcionarios del régimen gobernante de Stalin. Como muchos artistas bolcheviques, Eisenstein imaginó una nueva sociedad que subsidiaría totalmente a los artistas, liberándolos de los confines de los jefes y los presupuestos, dejándolos absolutamente libres para crear, pero los presupuestos y los productores eran tan importantes para la industria cinematográfica soviética como el resto del mundo. Debido a la incipiente guerra, la nueva nación aislada y devastada por la revolución no tenía los recursos para nacionalizar su industria cinematográfica al principio.

### Análisis de su obra
Escena de El acorazado Potemkin
Según Eisenstein, el guion de El acorazado Potemkin, de Nina Agadzhánova-Shutkó, fue escrito para una película en ocho episodios que se titularía 1905 y que comenzó a rodarse en Leningrado donde pensaba relatar los acontecimientos de la Huelga General. Tuvieron que abandonar el rodaje por el mal tiempo, y se dirigieron a Odesa (Ucrania, URSS), a rodar el capítulo dedicado al motín del Potiomkin. Eisenstein, entonces, decidió centrar la película en este episodio, y abandonó su proyecto de 1905. Cuando llegaron a Odesa, buscó los sobrevivientes de la masacre, e incluso, localizó los dibujos de un francés que había sido testigo de lo ocurrido. Reescribió el guion y realizó varios títulos para dirigir la acción. Aunque los medios eran pocos, gracias a una serie de experimentos técnicos (pantallas reflectoras, fotografía desenfocada, plataformas móviles, entre otros recursos técnicos) obtuvieron resultados sorprendentes.

Fotogramas de la escena de las escaleras de Odesa, del film El acorazado Potemkin
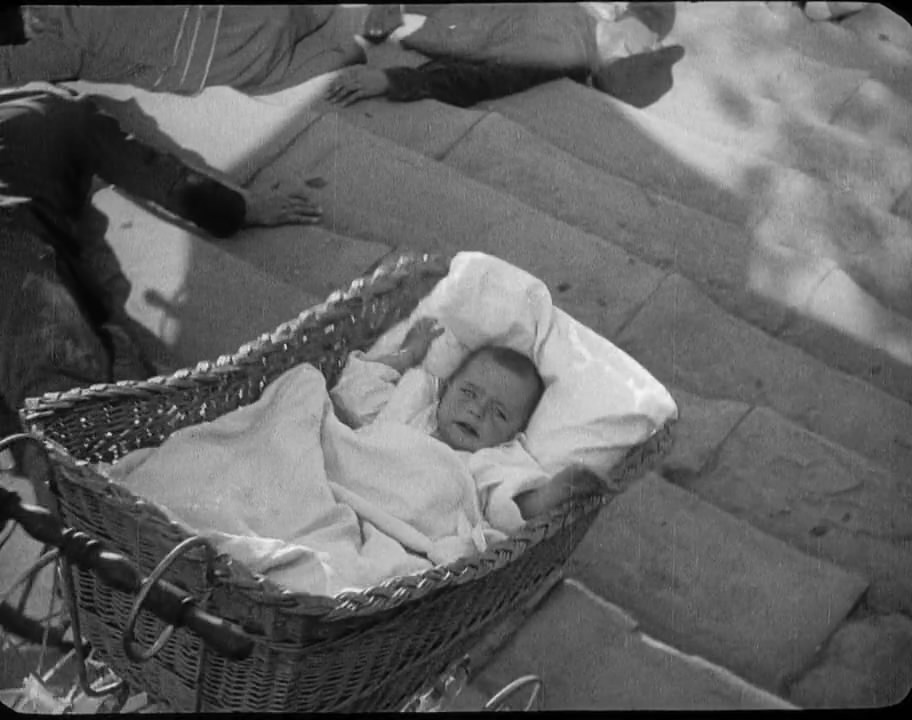
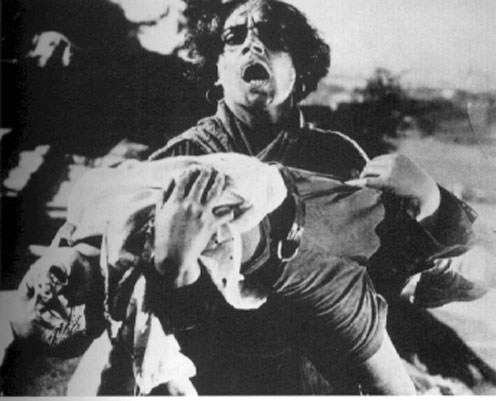
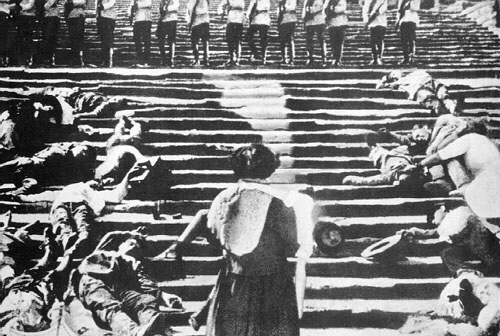
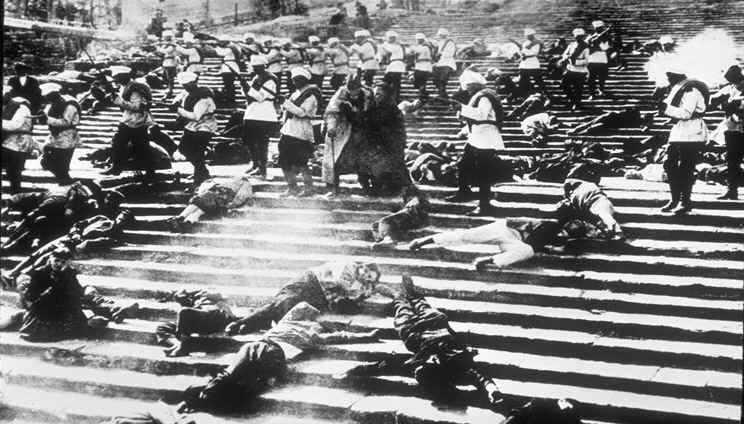
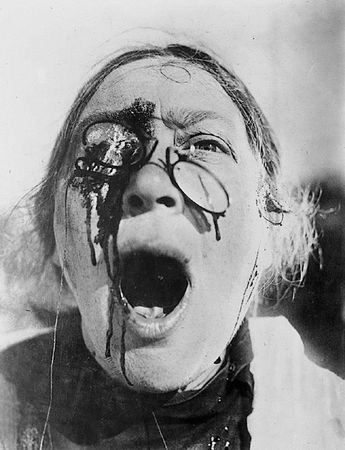

Eisenstein realiza su película en 1.290 planos, combinados con genial maestría mediante un montaje muy rítmico. Los movimientos de cámara son muy escasos; sólo realiza varios travellings por considerarlos innecesarios, ya que el movimiento está determinado por la acción y por el mismo montaje. Destaca la escena de la escalera, con 170 planos, en la que el pueblo es brutalmente agredido por las fuerzas zarista; allí crea un tempo artificial, que hace que la secuencia dure casi 6 minutos. Prescindirá de simbolismos intelectuales, y con una espléndida fotografía, en la que la masa se convertirá en la auténtica protagonista de la obra, acabará por ser considerada la primera obra maestra del cine soviético y una obra maestra universal.
En Octubre y La línea general, volvió a experimentar con un nuevo lenguaje a través de las imágenes, pero por su complejidad, en su época, no llegaron a ser muy bien comprendidas. Además, el protagonista en La línea general no será la masa sino una heroína individual, Maria Lápkina.
En Iván el Terrible (1942) vuelve a hacer gala de su maestría para el montaje. Su protagonista vuelve a ser una sola persona, no la masa, y desaparece su vigoroso estilo documental para ser sustituido por una delicada reconstrucción de la historia. En Iván el Terrible: Parte I, la presentación de Iván IV de Rusia como un héroe nacional, ganó la aprobación de Stalin (y un Premio Stalin), [45] pero la secuela, Iván el Terrible: Parte II no fue aprobada por el gobierno. Todas las imágenes de la todavía incompleta Iván el Terrible: Parte III fueron confiscadas, y la mayoría fueron destruidas, [46] aunque varias escenas filmadas todavía existen actualmente.

### Características de su obra
El montaje
- Es fundamental su aportación teórica, como su hipótesis sobre el «montaje de atracciones», donde postula el empleo en el cine de técnicas provenientes del circo y del music-hall.
- Eisenstein repudiará el montaje clásico, tal como lo concibe D. W. Griffith, a pesar de haberse inspirado para sus teorías en la película Intolerancia de este director, y derivará sus teorías sobre el montaje del estudio de los ideogramas japoneses, en los que dos nociones yuxtapuestas conforman una tercera, como por ejemplo: ojo + agua = llanto; puerta + oreja = escuchar; boca + perro = ladrar. Eisenstein fue un pionero del uso del montaje en el cine. Para Eisenstein, la edición no era un simple método utilizado para enlazar escenas, sino un medio capaz de manipular las emociones de su audiencia. Después de una larga investigación en el tema, Eisenstein desarrolló su propia teoría del montaje. Sus publicaciones al respecto serían luego de gran influencia para varios directores de Hollywood.
- Concepto de la tercera idea. El montaje es para él «una idea que surge de la colisión dialéctica entre otras dos, independientes la una de la otra». Este método le permitirá partir de elementos físicos representables para visualizar conceptos e ideas de complicada representación.
- El movimiento está determinado por la acción y por el montaje.

Los actores
- El protagonista en sus obras es la masa, el pueblo.
- Eisenstein, con frecuencia, no utilizaba actores profesionales para sus películas. Sus narrativas evitaban el individualismo y, en cambio, iban dirigidas a cuestiones más amplias de la sociedad, especialmente a conflictos de clases. Sus actores eran por lo usual personas sin entrenamiento en el campo dramático, tomadas de ámbitos sociales adecuados para cada papel. Su principal mensaje político se basó en la organización, la participación y la lucha: «Como quieras, quiero».

## Filmografía
- El diario de Glúmov (1923)
- La huelga (1924)
- El acorazado Potemkin (1925)
- Octubre (1928)
- La línea general (1929)
- ¡Que viva México! (inconclusa) (1930-1932)
- El prado de Bezhin (inconclusa) (1935-1937)
- Alejandro Nevski (1938)
- Iván el Terrible (1943-1945)
- Iván el Terrible, segunda parte: la conjura de los Boyardos (1948-1958)
- Iván el Terrible, tercera parte (inacabada)
- Romance sentimental (Francia, 1930)
- Trueno sobre México (1933)
- Eisenstein en México (1933)
- Día de muerte (1933)
- Tiempo en el sol (1940)